# Mandelão
Mandelão, o Ritmo dos Fluxos, è un mix di funk ousadia e elettrofunky, creato nel 2016 grazie a DJ GBR dal progetto Ritmo dos Fluxos (Street flow funk), che finì per essere associato al nome dello stile musicale. Questo progetto ha caratterizzato il genere con un ritmo più pesante, una tonnellata di ripetizioni. Nel 2020, diversi lavori del progetto hanno avuto ripercussioni nazionali guidati dai video di danza di TikTok. L'artista più famoso del genere è oggi DJ Arana.